# Gokul
Gokul è una suddivisione dell'India, classificata come nagar panchayat, di 4.041 abitanti, situata nel distretto di Mathura, nello stato federato dell'Uttar Pradesh. In base al numero di abitanti la città rientra nella classe VI (meno di 5.000 persone).

## Geografia fisica
La città è situata a 27° 26' 60 N e 77° 43' 0 E e ha un'altitudine di 162 m s.l.m..

## Società

### Evoluzione demografica
Al censimento del 2001 la popolazione di Gokul assommava a 4.041 persone, delle quali 2.212 maschi e 1.829 femmine. I bambini di età inferiore o uguale ai sei anni assommavano a 710, dei quali 386 maschi e 324 femmine. Infine, coloro che erano in grado di saper almeno leggere e scrivere erano 2.418, dei quali 1.515 maschi e 903 femmine.